# Римський обряд

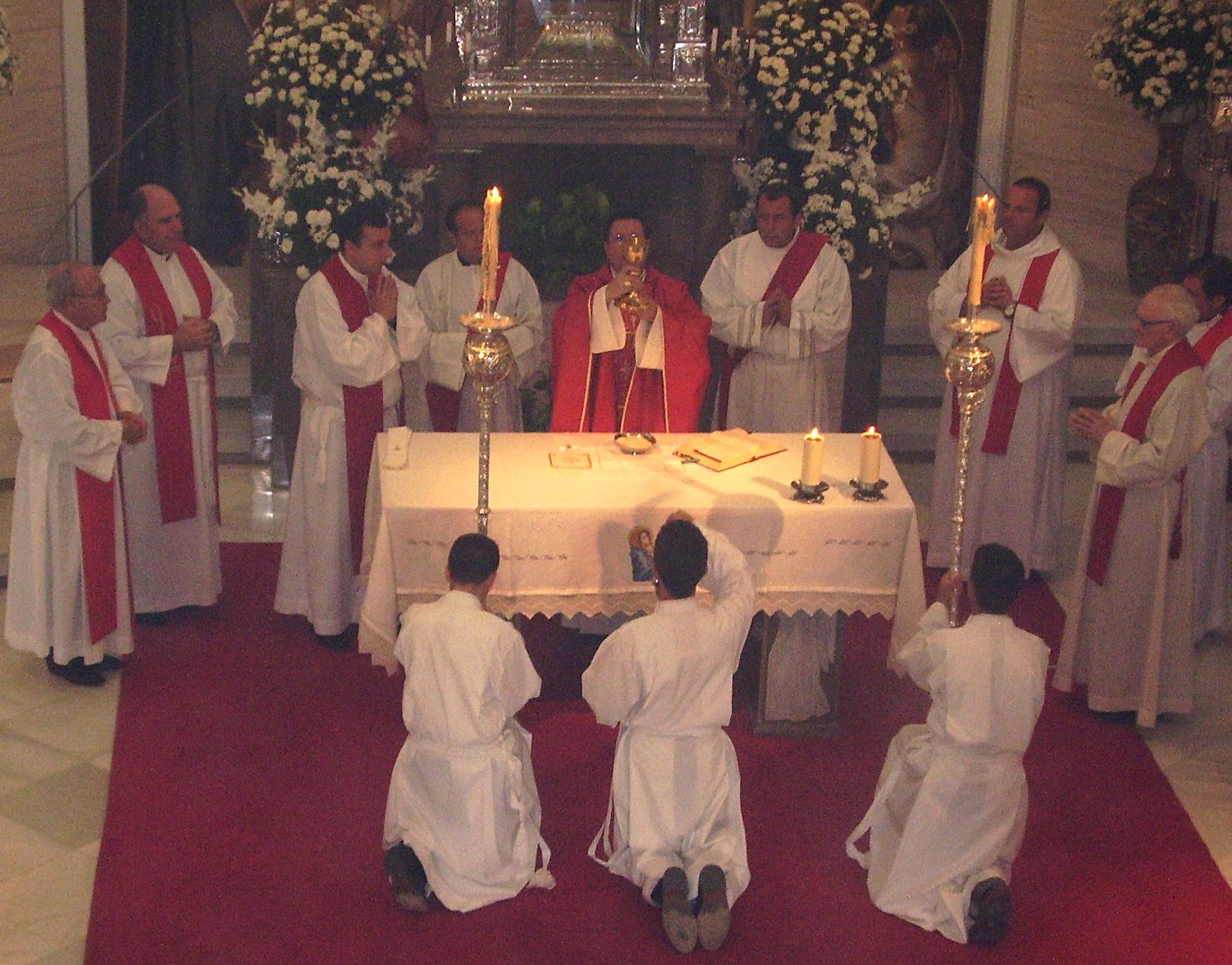
Літургія за римським обрядом.

Ри́мський обря́д (лат. ritus romanus; англ. roman rite) — літургійний обряд Католицької церкви. Походить від обрядових традицій, що склалися в Римській діоцезії, яку очолює Папа Римський. Найпоширеніший літургійний обряд у християнстві, особливо у західній традиції. Використовується у  Римо-католицькій церкві. Один із латинських літургійних обрядів. Інша назва — латинський обряд (англ. latin rite; через вживання латини, як літургійної мови).

## Різновиди
Найпоширенішим з них є Римський обряд; інші обряди і ізводи мають поширення лише в обмежених географічних регіонах (мосарабський — в деяких містах Іспанії, перш за все в Толедо, амвросіанський — в Мілані тощо) або в чернечих орденах (орденські обряди бенедиктинців, кармелітів, премонстрантів, сервітів та цистерціанців).

## Тридентський обряд
Тридентський собор передбачив, серед іншого, значну уніфікацію богослужбової практики. Папою св. Пієм V для всієї церкви були опубліковані виправлені видання богослужбових книг (насамперед, місалу і бревіарію) в тій редакції, яка вживалася на той час в самому Римі.

## Реформи Другого Ватиканського собору
Розпочатий в 1962 році Другий Ватиканський собор постановив, серед іншого, «переглянути» місал та інші богослужбові книги. Після Собору була скликана комісія, яка створила нові богослужбові книги, які й були введені Папою Павлом VI після 1970 року.
Реформи собору не всюди були сприйняти вірними, деякі з католиків заснували рух традиціоналістів, що віддають перевагу старому обряду. На їх думку новий Римський обряд є не еволюційним розвитком колишнього обряду, а новим по суті обрядом, що істотно відрізняється від усіх традиційних обрядів Заходу.
Таким чином, в наш час[коли?] можна говорити про дві форми римського обряду:
- Дореформенна або «екстраординарна» форма, часто іменована також «Тридентським» або «традиційним» обрядом, і
- Нова, «ординарна» форма, часто іменована Novus Ordo.

Назви «ординарна» і «екстраординарна» пов'язані з motu proprio папи Бенедикта XVI Summorum Pontificum, виданим 7 липня 2007 року, згідно з яким Тридентський обряд (в редакції 1962 року) є «екстраординарним» способом здійснення літургії в латинському обряді (у той час як «ординарним» залишається Novus Ordo), для здійснення якого не потрібен дозвіл єпископа. ЗгідноSummorum pontificum, священик може здійснювати месу за «старим» обрядом в приватному порядку, у тому числі і з присутністю вірних. При наявності групи вірних, які бажають регулярного здійснення таких мес в храмі, парафіяльні настоятелі повинні по можливості це забезпечити..
У більшості храмів католицької церкви, що використовують римський обряд, богослужіння в наш час[коли?] відбуваються за новим обрядом.

## У православній церкві
Православ'я визнає латинський обряд в тому вигляді, в якому він сформувався до поділу православної і католицької церков. Відомо, що святі Кирило і Мефодій переклали на церковнослов'янську мову не тільки грецьку, але і латинську службу і служили за обома обрядами.
Неодноразово робилися спроби ввести латинський обряд в літургійну практику помісних православних церков — для полегшення місіонерської діяльності на Заході, а також для задоволення запитів тих православних, яким подобається західний обряд. Проте, православний латинський обряд зберіг деякі відмінності: так, у всіх православних парафіях латинського обряду Credo читається без філіокве, а в деяких Гостії печуться з квасного тіста

### Історія
Перший православний прихід римського обряду був відкритий в Парижі зусиллями Луї-Шарля Вінарта і згодом о. Лукіана (Люсьєна) Шамбо. Перша православна меса за римським обрядом відбулася в 1937 році на Стрітення Господнє у Вознесенському храмі Парижа. Громада цього храму перебувала в спілкуванні з Московським патріархатом.
Були проекти створення православних парафій римського обряду і у Російській православної церкви закордоном, в яких особливу роль грала підтримка архієпископа Іоанна Шанхайського.

### Сучасне становище
У США є близько 12 православних парафій латинського обряду, які перебувають під юрисдикцією Північно-Американської єпархії Антіохійського патріархату.
У Росії робилися спроби використовувати латинський обряд під омофором Істинно-Православної церкви.